# Elbląg villamosvonal-hálózata
Elbląg villamosvonal-hálózata (lengyel nyelven: Tramwaje w Elblągu) Lengyelország Elbląg városában található. Összesen 5 vonalból áll, a hálózat teljes hossza 15 km. Jelenlegi üzemeltetője a ZKM Elbląg.
A vágányok 1000 mm-es nyomtávolságúak, az áramellátás felsővezetékről történik, a feszültség 600 V egyenáram. 
A forgalom 1895. november 23. indult el.

## Útvonalak
- 1: Ogólna – Druska
- 2: Marymoncka – Druska
- 3: Ogólna – Saperów
- 4: Ogólna – Druska
- 5: Ogólna – Saperów (nyári szünet alatt nem közlekedik)